# Дюна: Крестовый поход машин
«Дюна: Крестовый поход машин» — второй роман трилогии «Легенды Дюны» Брайана Герберта и Кевина Андерсона. Действие происходит за 10 000 лет до событий романа «Дюна» Фрэнка Герберта, во времена великого противостояния людей и мыслящих машин.
Прошло более двадцати лет после событий первой книги. Войска людей под предводительством Серены Батлер и Иблиса Гинджо терпят поражения одно за другим. Великие мыслители — Когиторы, своим вмешательством в войну, готовы растоптать всё, что достиг Джихад ценой миллиардов человеческих жизней! Серена Батлер вынуждена пойти на крайние меры и сделать саму мысль о прекращении войны с мыслящими машинами неприемлемой. Тем временем грозные кимеки под предводительством Агамемнона продолжают вынашивать планы возвращения власти, перешедшей к Сверхразуму Омниусу, а их число всё продолжает уменьшаться. Вернувшийся из самовольного изгнания титан Геката нагло вмешивается в ход войны, вынашивая окутанные тайной планы и выгоды. Воины Гиназ, возглавляемые Джулом Норетом, постепенно превратились в новые элитные войска, способные пронзить своим жалом холодную сталь металлических миров. Аврелий Венпорт и Норма Ценва стоят на пороге важнейшего открытия в истории человечества, которое перевернёт все правила космических путешествий. Норма Ценва попадает в плен к кимекам, под пытками у неё открывается дар предвидения и пробуждаются сильнейшие в галактике ментальные силы. На далёкой планете Арракис Селим, Наездник Червей, и его сотоварищи-изгнанники делают первые шаги по созданию новой культуры бесстрашных Воинов пустыни, спустя тысячелетия изменивших историю — фрименов.